# Edison Achievement Award
англ. Edison Achievement Award — найпрестижніша світова нагорода в галузі інновацій. Премією нагороджуються представники ділових кіл, які зробили видатний внесок в інноваційні, орієнтовані на людей проекти і чиї досягнення служать джерелом натхнення для всіх галузей промисловості і для всього людства.
Френк Бонафілья (Frank Bonafilia) — виконавчий директор оргкомітету премії.
Серед недавніх лауреатів премії Edison Achievement Award:
- Джон Чемберс — виконавчий голова ради директорів компанії Cisco (2016);
- Ілон Маск (Elon Musk) — головний виконавчий директор компаній Tesla і SpaceX (2014)[1];
- д-р Пол Джейкобс (Paul E. Jacobs) — голова ради директорів, головний виконавчий директор компанії Qualcomm Incorporated (2013);
- Стів Джобс (Steve Jobs) — головний виконавчий директор компанії Apple, Inc (2013);
- Алан Малаллі (Alan Mulally) — головний виконавчий директор Ford Motor Company (2011).